# Cerro San Eduardo
El Cerro San Eduardo es una elevación de tierra ubicada al noroeste de la ciudad de Guayaquil, Ecuador.
En el sector se asientan varios barrios y poblados populares, entre ellos la ciudadela el Paraíso (que hasta 2014 contaba con aproximadamente 4000 habitantes), y las cooperativas Virgen del Cisne y 25 de Julio.
El cerro está atravesado por dos túneles de 1.300 metros de largo que conectan el suroeste con el norte de la ciudad. Los mismos fueron inaugurados en 2008 y requirieron de una inversión de 50 millones de dólares.

## Bosque protector Cerro Paraíso
El Bosque Protector Cerro Paraíso es una reserva forestal ubicada en la parte alta del Cerro San Eduardo.  La reserva fue declarada bosque protector en 1989 y comprendía originalmente un área de 420 hectáreas de bosque seco, que con el tiempo se fueron reduciendo. Actualmente cuenta con 299 hectáreas.
En el área existen senderos para caminatas a través de la montaña, además de un mirador al que se puede acceder desde la ciudadela Bellavista y que permite observar gran parte de la ciudad. El bosque protector cuenta con más de 100 especies de aves, así como iguanas, zorros, ratones, ardillas, culebras y ranas.
El sector suele ser afectado por incendios forestales.

## Ciudad Deportiva Carlos Pérez Perasso
La Ciudad Deportiva Carlos Pérez Perasso es un complejo deportivo ubicado en el Cerro San Eduardo que abarca una extensión de 17 hectáreas. Fue inaugurado en noviembre de 2004 por el alcalde Jaime Nebot en un evento que contó con la presencia de una delegación de la Confederación Sudamericana de Fútbol y de Joseph Blatter, entonces presidente de la FIFA.
El complejo lleva el nombre del antiguo director de diario El Universo, quien fue uno de los creadores del Campeonato Interbarrial de Fútbol Infantojuvenil, que inició en 1982 y que en la actualidad cuenta con participantes de la mayoría de provincias del país. El Interbarrial se desarrolla de forma anual en las instalaciones de la Ciudad Deportiva y fue calificado como el "torneo juvenil más grande del mundo" por la FIFA en el año 2000.